# Khaled Gharsellaoui
Khaled Gharsellaoui, né le 29 juillet 1990 à Sfax, est un footballeur tunisien jouant au poste de milieu offensif au Arar FC (en).

## Palmarès
- Champion de Tunisie en 2014 avec l'Espérance sportive de Tunis